# Allium xichuanense
Allium xichuanense är en amaryllisväxtart som beskrevs av Jie Mei Xu. Allium xichuanense ingår i släktet lökar, och familjen amaryllisväxter. Inga underarter finns listade i Catalogue of Life.